# T.T.Kh.
T.T.Kh. (tên cách điệu TTKh hay T.T.Kh) là bút danh của một nhà thơ hiện vẫn chưa rõ lai lịch giới tính cụ thể, xuất hiện lần đầu vào khoảng cuối thập niên 1930. Tác giả đã thu hút sự quan tâm của công chúng, báo chí và các nhà khảo cứu văn học Việt Nam, với lượng lớn sách báo ở trong nước lẫn hải ngoại viết về T.T.Kh. bắt đầu từ giữa thế kỷ 20 đến thế kỷ 21. Đã có nhiều suy đoán về danh tính người đứng sau những bài thơ, trong đó hai giả thuyết nổi bật nhất là Thâm Tâm và Trần Thị Vân Chung, kéo theo tranh cãi trong giới thi đàn về sau.
Các bài thơ do T.T.Kh. sáng tác – tiêu biểu "Hai sắc hoa Ti-gôn" – đã có được sự đón nhận lâu dài từ người đọc và là nguồn cảm hứng cho những tác phẩm của các nhà thơ cùng nhạc sĩ nổi bật sau này, tạo nên sức ảnh hưởng trong văn hóa đại chúng. Năm 1942, T.T.Kh. được đưa vào cuốn Thi nhân Việt Nam như là một trong những nhà thơ nổi bật của phong trào Thơ mới Việt Nam (1930–1945).

## Xuất hiện
Dựa trên đa số nguồn sách báo từ trước đến nay, tuần báo Tiểu thuyết thứ bảy ở Hà Nội đã đăng truyện ngắn Hoa Ti-gôn của nhà văn Thanh Châu lên số 174, xuất bản vào cuối tháng 9 năm 1937. Nội dung truyện kể về chuyện tình buồn giữa một cô gái với chàng họa sĩ nghèo mới ra trường. Cùng tháng, tòa soạn báo nhận được một bài thơ từ tác giả ký tên T.T.Kh. "Hai sắc hoa Ti-gôn", đăng trên số 179 ra ngày 30 tháng 10 năm 1937. Bài thơ này được cho là có liên hệ tới truyện ngắn của Thanh Châu.
Chưa đầy một tháng sau, một bài thơ khác mang tựa "Bài thơ thứ nhất" tiếp tục được gửi đến, cũng với nét chữ run run, ra mắt tại số 182 ngày 20 tháng 11 năm 1937. Cả hai bài sau khi ra đời đã thành công thu hút sự chú ý từ giới văn đàn và người yêu thơ bởi những vần thơ da diết.
Năm 1938, T.T.Kh. được cho là viết bài nữa có tên "Đan áo cho chồng", mà sau đó bị đưa lên Phụ nữ thời đàm ngày 23 tháng 7. Tác giả đã đưa cho tòa báo Tiểu thuyết thứ bảy "Bài thơ cuối cùng", giới thiệu ở số 217 ra ngày 30 tháng 10 cùng năm. Khi bài thơ này đăng xong thì không còn bài mới nào của T.T.Kh. gửi đến hai tờ báo nữa.
Nhưng theo tác giả Anh Đào, viết tại báo Nhân Loại bộ mới năm 1958, ông cho biết đã tìm ra vài câu thơ của "Bài thơ thứ nhất", "Bài thơ cuối cùng" đăng lần lượt trên số 22 và 15 Hà Nội báo ra ngày 3 tháng 6 và 15 tháng 4 năm 1936. Công bố trên hoàn toàn đi ngược lại với đa số các tư liệu và thông tin về T.T.Kh., tuy nhiên điều này vẫn chưa thể được kiểm chứng thông qua hai số báo gốc bị thất lạc và do đó phát hiện trên cũng sớm đi vào quên lãng.

## Phân tích

### Cấu trúc, chủ đề thơ

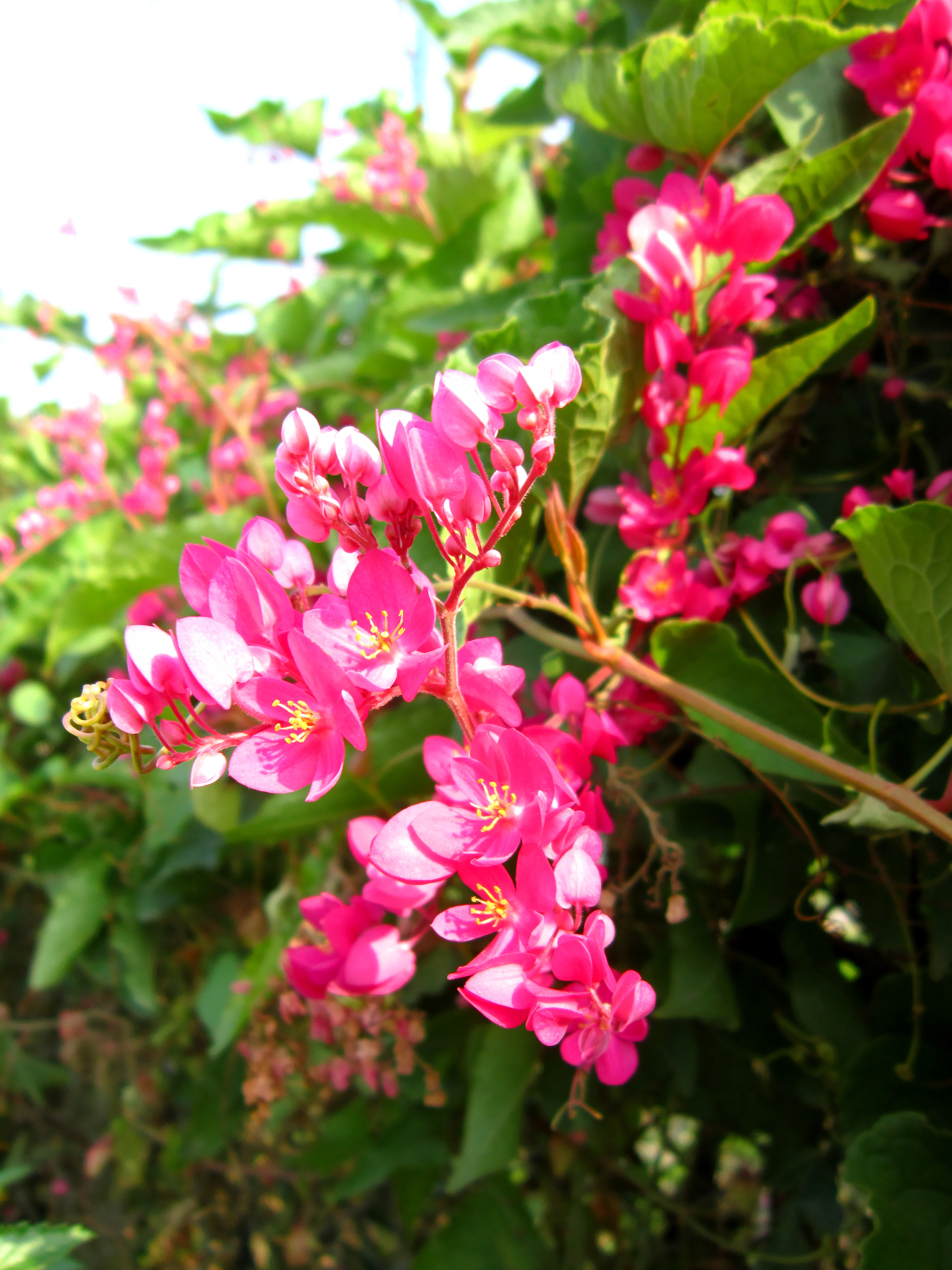
Hoa Hiếu nữ (Tigôn) là một hình ảnh hiện đại đặc trưng xuất hiện trong các sáng tác của T.T.Kh.

Ba trong số các bài thơ (xem danh sách bên dưới) được T.T.Kh. viết theo lối thất ngôn tứ tuyệt với giai điệu phảng phất Đường thi. Tất cả sáng tác của nhà thơ đều ở ngôi kể thứ nhất là chính tác giả ("tôi", "em"). Từ ngữ sử dụng trong thơ hầu như là từ thuần Việt, đơn giản và không nhiều những từ địa phương hay Hán-Việt.
Chủ đề thơ T.T.Kh. xoay quanh tình yêu và kỷ niệm mùa thu gắn liền hoa tigôn, phù hợp lý tưởng chung của lớp thanh niên trẻ trước cách mạng. Thơ tác giả nghiêng về ảnh hưởng từ dòng thơ Pháp với các nhà thơ Xuân Diệu, Thế Lữ,... hiện đại từ ngôn ngữ đến hình ảnh. Cũng chính vì phong cách sáng tác này mà T.T.Kh. đã gây nên phân vân cho một số nhà nghiên cứu đương thời trong việc xếp hẳn vào dòng thơ Việt. Dù vậy, nội dung các bài thơ trên vẫn chịu sự ảnh hưởng từ lễ giáo phong kiến và không thể có cái kết đẹp. Theo Phạm Thế Ngũ, lời thơ T.T.Kh. "có chỗ thật thà non vụng, nhưng cũng có nhiều đoạn trơn tru réo rắt, như phát ra từ nguồn thơ và âm điệu tự nhiên của lòng T.T.Kh.".

### Tác phẩm
Có tổng cộng 3 tác phẩm của T.T.Kh. đăng trên Tiểu thuyết thứ bảy:
- "Hai sắc hoa Ti-gôn" (1937): gồm 10 hoặc 11 khổ;[33] là tâm sự của một thiếu phụ, hoài niệm về mối tình xưa cũ với chàng trai mà cô đem lòng yêu và bi kịch chia li khi phải lấy người đàn ông khác, cũng như băn khoăn về phản ứng "người ấy" khi biết tin cô đã sang sông.[34]
- "Bài thơ thứ nhất" (1937): hồi tưởng về thanh xuân và nỗi cô đơn trong tâm hồn cô gái bên người chồng hiện tại;[22][25] gồm 10 khổ 40 câu.[35]
- "Bài thơ cuối cùng" (1938): gồm 9 khổ;[36] lời trách móc, "oán hờn" của cô gái về việc bị đăng bài thơ không hề muốn, là thông điệp cuối cùng về sự chia tay.[37]

Bài thơ "Đan áo cho chồng", được viết ở thể thơ lục bát, là lời than thân của thiếu phụ về nỗi đau đớn xót xa nước mắt trong cuộc sống gia đình không hạnh phúc. Về bài thơ này, đã có những nghi ngờ khác nhau rằng liệu T.T.Kh. có thực sự là tác giả. Việc sáng tác thi phẩm từng được nhà thơ đề cập đến trong "Bài thơ cuối cùng" như là tiền đề cho sự ra đời của tác phẩm, theo đó cho biết bài "Đan áo cho chồng" ban đầu không định đăng báo nhưng một trong số ba người đọc bài thơ đã lén đem đi "rao bán" và "Cho khắp người đời thóc mách xem". Tuy nhiên theo Thanh Châu, bài thơ này có thể không phải của T.T.Kh. mà là bị giả mạo dựa trên những đặc điểm tương đồng, và chỉ có ba bài chắc chắn do T.T.Kh. sáng tác. Các học giả khác thì cho rằng bài thơ không phải của T.T.Kh. vì đăng khác nơi. Mã Giang Lân, viết trên Báo Văn nghệ, đã nghi vấn tác giả thực hai bài thơ cuối bởi có nhiều điểm mâu thuẫn. Trái ngược với số ý kiến nghi ngờ, Trần Đình Thu, tác giả của loạt bài viết về T.T.Kh. trên tờ Thanh Niên, khẳng định dù không giống về hình thức nhưng phong cách sáng tác bài thơ này mang sự nhất quán với những bài còn lại và "rất T.T.Kh.". Cũng theo ông, "Đan áo cho chồng" có thể được viết trước ba bài thơ kia từ khá lâu, và lý do khác biệt trong lối viết là vì T.T.Kh. chỉ làm bài này để gửi cho "người chị nào đó" nên sẽ không cảm xúc bằng viết về/cho "người yêu".
Sau khi Thâm Tâm qua đời vào 1950, T.T.Kh. được cho là viết thêm một bài thơ nữa có tên "Trả lại cho đời cánh hoa tim" để bày tỏ sự thương tiếc. Thế nhưng bài thơ đã bị gọi là "một đoạn thơ "tâm thần"", nhại lại bài "Màu máu Ti-gôn" của Thâm Tâm. Ngoài hai tờ báo là Tiểu thuyết thứ bảy và Phụ nữ thời đàm đăng thơ T.T.Kh., cũng xuất hiện những bài thơ khác trên các mặt báo cùng thời với người viết tự xưng là T.T.Kh., trong số đó có "Thu ngục thất" đăng báo Phổ thông số 16 (1959) và "Tan vỡ" đăng báo Tiến thủ năm 1958. Tuy vậy, có quan điểm đã nhận định rằng hai bài này không phải của T.T.Kh., xét trên ý thơ và kỹ thuật chưa đạt đến mức độ cảm xúc như tác giả.

### Giới tính và gia thế nhân vật trong các bài thơ
Từ các bài thơ viết ở ngôi thứ nhất của T.T.Kh., giới tính nhân vật trữ tình đã được định rõ là nữ. Theo phân tích từ nhà nghiên cứu Trần Đình Thu dựa trên nội dung thơ, T.T.Kh. là một người con gái khuê các, từ nhỏ tới lớn đều không phải vướng bận điều gì. Trong thơ, T.T.Kh. thường "nhìn gió ngắm trăng" và sở thích đọc tiểu thuyết. Cách dùng từ tại các bài thơ có thể khẳng định tác giả được cho đi học ở trường Tây và được đào tạo bằng chữ quốc ngữ. Theo thơ, cô từng có mối tình với một nghệ sĩ không cùng quê ("người ấy") nhưng sau đó bị cha mẹ ép thành hôn với chồng "luống tuổi" và có một cuộc hôn nhân không hạnh phúc. Người chồng này được cho là họ Nghiêm, 38 tuổi hoặc lớn hơn.

## Danh tính
Câu hỏi về tác giả thực sự đằng sau bút danh T.T.Kh. đã gây nên những tranh luận lớn trong giới học thuật và xã hội Việt Nam, kéo dài từ khoảng giữa thế kỉ 20 đến đầu thế kỉ 21. Các bài thơ thời điểm ra mắt nhanh chóng nhận được sự yêu thích của bạn đọc và có nhiều thư từ khắp cả nước gửi về Tiểu thuyết thứ bảy, tò mò về danh tính người sáng tác. Đáng chú ý, chỉ sau sự kiện hai bài thơ đầu đăng tải, có mấy người đàn ông đã nhất quyết cho rằng T.T.Kh. là người yêu của mình. Năm 1942, nhà thơ lần đầu được bộ đôi nhà phê bình văn học Hoài Thanh – Hoài Chân đưa vào Thi nhân Việt Nam, cuốn sách tổng hợp nói về những nhà thơ nổi bật phong trào Thơ mới 1932-1945. Trong sách, người viết bày tỏ sự hiếu kỳ về cuộc sống tác giả sau ba năm kể từ các bài thơ cuối.
Song song khoảng thời gian trên, có nhiều thông tin về cuộc sống và thân phận thực của T.T.Kh. liên tiếp được tung ra. Nhiều tờ báo, nhà xuất bản có tiếng ở Hà Nội khi ấy, đơn cử như Tiểu thuyết thứ bảy và Hà Nội báo, đã cạnh tranh nhau để tìm ra người đứng sau các bài thơ ký tên T.T.Kh. nhằm lôi kéo độc giả, giành thế thượng phong. Thậm chí, có người còn nhận từng gặp T.T.Kh. ngoài đời. Vô số tài liệu, sách báo khác nhau từ Nam ra Bắc đã viết và đưa ra phán đoán về T.T.Kh., tuy nhiên nhiều trong số đó bị thất lạc do hoàn cảnh chiến tranh. Nhưng theo Nguyễn Vỹ, câu chuyện của T.T.Kh. không hề gợi một dư luận xôn xao nào đương thời và phải đến thời hậu chiến (tức sau Chiến tranh Đông Dương) mới được biết đến, được "tôn sùng [...] thành một thảm kịch của tình yêu!".
Trong lời lược thuật về tác gia ở cuốn Việt Nam thi nhân tiền chiến, T.T.Kh. có từng đến tòa soạn Tiểu thuyết thứ bảy để gửi "Hai sắc hoa Ti-gôn". Đây là lần đầu tiên và duy nhất "người phụ nữ" xuất hiện; các bài thơ còn lại gửi qua đường bưu cục. Người phụ nữ này được miêu tả là "một thiếu phụ trạc 20 tuổi, dáng bé nhỏ, thuỳ mị, nét mặt u buồn"... Còn theo Thanh Châu, ông đã nhận bó hoa tigôn trên bàn làm việc khi đang cộng tác tờ Tiểu thuyết thứ bảy; người đưa bó hoa này được cho là T.T.Kh., "một thiếu phụ rất đẹp và sang trọng mang đến nhưng không để lại danh thiếp". Tại số báo thứ 178, tòa báo có đăng câu hỏi địa chỉ nhà thơ, nhưng một bức thư của T.T.Kh. đã gửi tới với lời hồi âm không muốn tiết lộ thân phận.

### Thâm Tâm và những người khác
(được cho là) Thâm Tâm, trả lời với tác giả Hồ Thông trong "Trong lửa đạn thù".

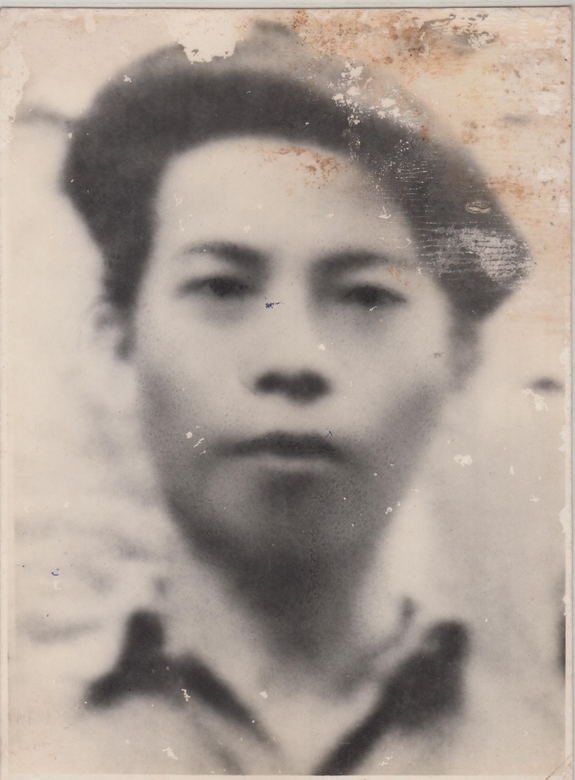
Thâm Tâm được xem là tác giả của những bài thơ dưới tên T.T.Kh.

Một trong những giả thiết nổi bật nhất cho rằng T.T.Kh. chính là Thâm Tâm. Tại các bài thơ trả lời T.T.Kh., Thâm Tâm đã tự nhận mình là người yêu tác giả và có bài xưng T.T.Kh. là Khánh. Nhiều báo chí thế kỉ 20 cho biết được Thâm Tâm tâm sự, xác nhận đã chấp bút những bài thơ trên. Cũng có người suy luận đây là sản phẩm tưởng tượng của nhà thơ. Trong một cuộc trò chuyện với Thâm Tâm (1949), Bùi Viết Tân được Thâm Tâm tiết lộ thông tin T.T.Kh. do chính mình viết, và chuyện này duy có Trần Huyền Trân nắm rõ. Còn theo Anh Đào (1947) thì chuyện này chỉ Nguyễn Bính làm nhân chứng cho lời kể Thâm Tâm.
Theo lời Nguyễn Vỹ, bạn của Thâm Tâm, trong một lần rủ Thâm Tâm về nhà sau khi bắt gặp nhà thơ đang say rượu, ông đã nghe được chuyện tình của bạn với người con gái có tên Trần Thị Khánh sống ở cuối đường Sinh Từ, bên cạnh vườn Thanh Giám (tiếng Pháp: Pagode des Corbeaux). Hai người lén đến vườn Thanh Giám để hẹn hò đúng hai lần. Sau khi từ chối ra mắt bố mẹ cô gái này vì sự nghiệp chưa có gì, một thời gian sau Thâm Tâm nhận tin người yêu sắp kết hôn với một nhà buôn giàu có góa vợ ở phố Hàng Ngang. Để không mang tiếng bị phụ tình, ông quyết định thức trắng một đêm viết nên bài "Hai sắc hoa Ti-gôn" rồi ký T.T.Kh., ý chỉ tên bạn gái. Sau đó, ông nhờ cô em họ chép lại thơ bằng nét chữ khác và mang bản viết này đến tòa báo nhằm giấu danh tính. Sau khi hai bài thơ đầu được đăng tải, Trần Thị Khánh đã viết một bức thư tới Thâm Tâm, dùng xưng hô "tôi" thay vì "em" như mọi khi để tỏ ý không bằng lòng việc ông dùng tên cô làm thơ, điều có thể gây ảnh hưởng đến cuộc sống gia đình. Thâm Tâm dựa trên lá thư này viết nên "Bài thơ cuối cùng", rồi sau đó tự viết bài thơ trả lời "Dang dở" cùng năm.
Tuy vậy, trong bài viết trên tờ Phổ thông số 28 ra ngày 15 tháng 2 năm 1960, một người từng thân quen Thâm Tâm thời gian đáng kể đã phủ nhận ông là tác giả của T.T.Kh. do chưa hề nghe bạn đề cập đến bao giờ. Nhà văn Thanh Châu cũng bày tỏ quan điểm tương tự. Những người bạn của nhà thơ, trong đó có Nguyễn Bính và Trần Huyền Trân, khi được hỏi không đưa ra một câu trả lời đồng nhất về liệu tác giả các bài thơ có phải Thâm Tâm. Còn với nữ sĩ Ngân Giang thì những bài thơ này là Thâm Tâm viết hộ cho một người bạn (theo lời ông kể).
Số ý kiến khác thiên về tác giả là một cá nhân khác, như người yêu Thâm Tâm, cụ thể hơn là em họ nhà thơ Tế Hanh (do ông tự nhận, tác giả Giang Tử tường thuật lại); Phạm Thị Sứ (hay Phạm Thị Lý) nữ sinh trường Đồng Khánh; Trần Huyền Trân; Nguyễn Bính; Thẩm Thệ Hà (tên thật Tạ Thành Kỉnh); Đinh Hùng; J. Leiba (theo Vũ Bằng); hay đi xa nữa là ít nhất hai nhân viên ẩn mật quen biết nhau làm tại Tiểu thuyết thứ bảy và Phụ nữ thời đàm cùng viết ra các bài thơ;... Song theo một số quan điểm, khi đem so sánh T.T.Kh. với các tác giả Nguyễn Bính và Thâm Tâm trong phong trào Thơ mới thì cả hai bị cho là có phong cách, cách dùng từ, giọng thơ khác nhau hoàn toàn, quá "cựu" trong khi T.T.Kh. rất "tân".
Vào năm 2024, cây bút Nguyệt Hà của báo Công an nhân dân đã công bố phát hiện mới về mối liên hệ giữa T.T.Kh. và Thâm Tâm. Theo đó, dựa trên những tài liệu mà ông Nguyễn Tuấn Khoa – người con trai duy nhất của Thâm Tâm – sưu tầm được, tác giả tiết lộ việc nhà thơ đã sáng tác bài "Chút tình bỡ ngỡ" dưới bút danh T.G.Kh., đăng trên Tân Việt văn đàn số 8 năm 1935. Đây được coi là sáng tác sớm nhất của ông, ra đời khi nhà thơ mới tròn 18 tuổi. Ngoài sự tương đồng giữa hai bút danh, một số chi tiết khác liên quan tới T.T.Kh. cũng đã xuất hiện trong các sáng tác kế tiếp của Thâm Tâm trên tuần báo Bắc Hà, giai đoạn tháng 11 năm 1936. Tuy nhiên, bài điều tra không khẳng định Thâm Tâm chính là T.T.Kh. mà chỉ để ngỏ nghi vấn trên.

### Trần Thị Vân Chung

#### SáchT.T.Kh, nàng là ai?
Có ý kiến đã liên hệ T.T.Kh. với Thanh Châu và rằng hai người có quan hệ ngoài đời thực vì sự trùng hợp giữa truyện ngắn và bài thơ "Hai sắc hoa Ti-gôn" trong cách nhìn loài hoa tigôn, một hình ảnh tiêu biểu xuất hiện trong hai tác phẩm của hai tác giả. Tuy nhiên thông qua lời thơ, T.T.Kh. giải thích rằng đây chỉ là sự trùng hợp ngẫu nhiên. Mùa thu năm 1994, bộ đôi tác giả Thế Nhật (Thế Phong, Trần Nhật Thu) đã ra mắt cuốn sách T.T.Kh, nàng là ai? do Nhà xuất bản Văn hóa - Thông tin ấn hành. Trong đó, cả hai khẳng định Trần Thị Vân Chung (bút danh Vân Nương) – một thành viên của nhóm thơ Quỳnh Dao – chính là T.T.Kh., dựa trên nguồn tin được tiết lộ từ người quen của bà Vân Chung là Thư Linh: bao gồm bài thơ "Hoa tim" do bà sáng tác và bức thư được cho là Vân Chung viết. Các tác giả cũng cho rằng Vân Chung và Thanh Châu có quan hệ tình cảm, từng là người yêu cũ của nhau. Điều này được cho là khá tương đồng với hoàn cảnh các bài thơ và giải quyết nhiều thông tin khúc mắc.
Thanh Châu, viết tùy bút Những cánh hoa tim trên Tiểu thuyết thứ bảy (1939)
Sau khi T.T.Kh, nàng là ai? ra mắt, cuốn sách mau chóng được bán hết đồng thời tạo nên tranh cãi lớn về chất lượng nội dung và tính xác thực. Các tờ báo lớn ở Việt Nam như Sài Gòn Giải Phóng, Thanh Niên, Tuổi Trẻ,... và ngoài nước đều có bài viết khen ngợi công sức tìm hiểu của tác giả cuốn sách, nhưng cũng không ít độc giả gửi thư phản bác luận cứ trong sách. Nhà văn Thanh Châu, trả lời phỏng vấn in trên tờ Nguyệt san văn hóa số tháng 9 năm 1994, đã nói bà Vân Chung không hề biết gì về T.T.Kh.. Trong một nhận xét tiêu cực hơn, nhà phê bình Nguyễn Thạch Kiên cuốn Về những kỷ niệm quê hương chỉ trích tác giả "bịa đặt [...] vu khống và lừa gạt độc giả" khi cho rằng người viết dựa vào một bài thơ của Nguyễn Bính ("Cô gái vườn Thanh") và bức thư từ Thư Linh mà "áp đặt, múa bút chửi người".
Ngay khi sách được xuất bản, Trần Thị Vân Chung đã viết bài trả lời phủ nhận rằng mình là T.T.Kh. bằng các bằng chứng thuyết phục rồi gửi cho nhà xuất bản, Bộ Văn hóa – Thông tin và đăng lên những tờ báo lớn tại Việt Nam lẫn hải ngoại. Bà ngoài ra còn chỉ trích nhân chứng cuốn sách Thư Linh – người được cho là bạn lâu năm của Vân Chung – khi không có tìm hiểu xác đáng. Những người thân, bạn bè nhà thơ khi được hỏi cũng cho biết sách sai rất nhiều thông tin về gia đình và tính cách bà, khiến người đọc nghi ngờ về tính xác thực của cuốn sách nói trên. Số ý kiến khác thì nhận xét thơ Trần Thị Vân Chung "không xứng tầm" với T.T.Kh. và rằng bà "không thể là T.T.Kh.".
Trong những bài phản hồi Trần Thị Vân Chung sau đó, Thế Nhật đã nhận "sai hết" và đưa ra lý do bào chữa cho lỗi sai của mình, nhưng khẳng định sự thành công của cuốn sách khi gây được dư luận cả trong Việt Nam và quốc tế. Thư Linh cũng viết thư nhận sai, quy phần lớn lỗi về tác giả cuốn sách không tìm hiểu kỹ, dù theo hai tác giả bà đã nhận lời cung cấp thông tin cho họ. Tuy nhiên vẫn có các ý kiến ủng hộ luận điểm Trần Thị Vân Chung là T.T.Kh.. Trả lời với Trần Đình Thu, nhà văn Thanh Châu xác nhận ông và Vân Chung từng là người yêu một thời gian, biết nhau trước đó thông qua mối quan hệ bạn bè với anh ruột bà Vân Chung. Thế nhưng hai người sớm phải chia tay vì vấn đề môn đăng hộ đối. Một thời gian sau ông được thông báo Vân Chung đã lấy chồng và cả hai xa cách sau 1954, ông ra Bắc còn Vân Chung cùng chồng vào Nam. Dù vậy, Thanh Châu đã nhất mực phủ nhận khi được đặt câu hỏi liệu T.T.Kh. có phải là Trần Thị Vân Chung.

#### SáchGiải mã nghi án văn học T.T.Kh
Vào tháng 2 năm 2007, Trần Đình Thu đã ra mắt cuốn Giải mã nghi án văn học T.T.Kh dài 192 trang, do Nhà xuất bản Văn hóa Sài Gòn và CADASA phát hành. Cũng với lập luận giống Thế Nhật về Trần Thị Vân Chung, Đình Thu khẳng định mình sẽ là "người cuối cùng khép lại được nghi án này sau 70 năm để ngỏ". Trước đó, sau khi hoàn thành xong bản thảo, ông cho đăng các bài phân tích của mình lên báo Thanh Niên và gây được sự quan tâm từ bạn đọc. Cuốn sách từng bị nhiều nhà xuất bản từ chối vì ngại xảy ra kiện tụng.
Sau khi sách lưu hành, Trần Thị Vân Chung tiếp tục viết một bức thư phản đối, cáo buộc Trần Đình Thu vì "nêu tên tuổi, đưa hình ảnh và chà đạp lên đời sống cá nhân" mà không xin ý kiến từ người trong cuộc. Trần Đình Thu sau đó trả lời rằng ông chỉ muốn "giải mã" T.T.Kh. và không xúc phạm uy tín, danh dự hay nhân phẩm của bà, cũng như cho rằng nội dung sách không phạm vào điều cấm của luật Xuất bản nên chưa phạm luật. Một số luật sư của đoàn luật sư Thành phố Hồ Chí Minh, trả lời trong bài viết đăng trên báo Pháp Luật Thành phố Hồ Chí Minh, đã tỏ ra "khá ủng hộ" về khía cạnh tìm hiểu T.T.Kh. của cuốn sách nhưng cũng lưu ý rằng việc công bố những thông tin đời tư cá nhân mà không có sự đồng ý và việc tự ý đăng các bài thơ bà Vân Chung có thể vi phạm luật Dân sự và luật Sở hữu trí tuệ Việt Nam.

## Ảnh hưởng và di sản
Các thi phẩm của T.T.Kh. đã có được sự đón nhận lâu dài từ người đọc và tạo nên ảnh hưởng lên văn hóa đại chúng. Thơ T.T.Kh. khi ấy tập hợp những thanh niên tri thức tiền chiến có cùng một thế giới quan khi đặt ra lập trường nữ quyền "táo bạo [...] trực tiếp thách thức trật tự xã hội cũ, vốn đã được chứng minh là không phù hợp và khó bị thay đổi bởi giới cầm quyền", trong bối cảnh lớp thế hệ này đã dần hình thành những suy nghĩ về "cải cách xã hội, nới lỏng sự ngột ngạt trong tình cảm, và hiện đại ở mọi mặt đời sống Việt Nam". Những bài thơ T.T.Kh. được nhận định "vừa là lời than thở đau lòng về tình yêu bị ngăn cách, vừa là bản cáo trạng về tục lệ hôn nhân sắp đặt của xã hội Việt Nam mà nay đã bị bài trừ". Học giả Thomas D.Le của Viện Việt-Học coi T.T.Kh. là một trong số các nhà thơ vĩ đại nhất của Việt Nam hiện đại, ví tác gia như một cô gái "dũng cảm cưỡi trên làn sóng mới bắt đầu quét qua tâm hồn và suy nghĩ của một thế hệ tri thức thành thị" và liên hệ T.T.Kh. với phong trào Thơ mới "khiến người phụ nữ có thể vươn lên khỏi những ràng buộc của truyền thống, trước hết là trong con tim, sau đó là đến suy nghĩ".
Đã có những nhà thơ sáng tác thơ trả lời hoặc gửi tặng T.T.Kh., đi xa hơn thì nhận có quen biết với tác giả, như "Màu máu Tigôn", "Dang dở", "Các anh" (hay "Gửi T.T.Kh.") của Thâm Tâm; "Dòng dư lệ" (hay "Cô gái vườn Thanh") của Nguyễn Bính;... J. Leiba từng chép nguyên văn bài thơ "Hai sắc hoa Ti-gôn" hoặc "Đan áo cho chồng" đăng lên tờ Hà Thành ngọ báo, với lời nhắn gửi (hoặc do ông in lại từ tác giả khác) bằng thơ dành cho T.T.Kh. dài 4 câu. Trong số những bài thơ của T.T.Kh., "Hai sắc hoa Ti-gôn" được nhận định là tác phẩm tiêu biểu, nổi tiếng nhất và là một trong những bài thơ tình hay nhất thi ca Việt Nam. Theo nhà phê bình văn học Thụy Khuê, bài thơ này đã mở đường cho một lối lãng mạn khác với các thi sĩ cùng đề tài như Đông Hồ, Tương Phố: khóc cho tình yêu, cho người ngoài hôn phối và là một "giọt lệ tương tư mới". Nhà phê bình đồng thời ghi nhận đây là lần đầu tiên hai chữ "người ấy" được đưa vào thơ ca Việt Nam, trở nên "cổ điển" và là "ngôn ngữ gối đầu giường của giới trẻ trong nhiều thế hệ". "Bài thơ cuối cùng" cũng được bà xem như một tác phẩm "huyền thoại" với những lời trách móc "u uẩn" bằng nhịp điệu du dương, lời tha thiết và gắn bó.
Nhờ "Hai sắc hoa Ti-gôn", tên tuổi T.T.Kh. gắn liền với hình ảnh hoa tigôn – được xem như là biểu tượng của tình yêu và đóng vai trò là nguồn cảm hứng cho thơ ca hậu thế, cũng như đi vào âm nhạc Việt Nam khi được nhiều nhạc sĩ phổ nhạc lại như Trần Thiện Thanh, Hà Phương, Trần Trịnh và Anh Bằng, Từ Vũ, Song Ngọc,... Phạm Duy đã nhại lại bài thơ trong Tục ca số 2 "Tình Hôi", thu âm trước 1975. Sau năm 1954, những người dân di cư vào Nam chuyền tay nhau bài thơ trên của T.T.Kh. và tạo nên xúc động mạnh cho thế hệ bấy giờ. Khoảng giữa thập niên 1970, trong Nam Bộ rộ lên phong trào in lại những tác phẩm văn học của các tác giả trước 1945 và văn thơ cách mạng. Danh tiếng T.T.Kh. đã trở nên phổ biến hơn qua phong trào này với việc thơ tác giả, trong đó có "Hai sắc hoa Ti-gôn", được in theo loại cánh bướm xếp gọn dễ phổ biến và bán với giá rẻ. Nhiều người đã học thuộc lòng bài thơ; khổ cuối bài cũng được nhiều người chế lại, trong đó có bài được cho là của Hồ Dzếnh.
Vào năm 2010, Trần Đình Thu tiết lộ kế hoạch chuyển thể câu chuyện T.T.Kh. lên phim, dựa theo tìm hiểu của ông từ cuốn sách Giải mã nghi án văn học T.T.Kh. Ông đã viết xong một kịch bản điện ảnh dài 110 phút mang tên "Chuyện tình Hai sắc hoa ti gôn", sau đó kịch bản này được Phạm Thùy Nhân biên tập lại suốt nhiều tháng và gửi cho một hãng phim, dự kiến sẽ do Lê Cung Bắc đạo diễn. Tuy nhiên, việc thực hiện phim bị đình lại do tác phẩm chỉ chủ yếu dành cho đối tượng là những người trên 40 tuổi và do đó khó đem lại lợi nhuận cho nhà sản xuất. Năm 2017, bài thơ "Hai sắc hoa Ti-gôn" và câu chuyện của T.T.Kh. với Thâm Tâm được dựng thành vở kịch bolero do đạo diễn Ngọc Tưởng thực hiện. Vở kịch này là một phần của chương trình truyền hình Kịch cùng Bolero, với hai diễn viên thể hiện là Lê Phương và Trung Dũng.